# Hebron (Dakota del Nord)
Hebron è un centro abitato (city) degli Stati Uniti d'America, situato nella Contea di Morton nello Stato del Dakota del Nord. Nel censimento del 2000 la popolazione era di 803 abitanti. La città è stata fondata nel 1883. Appartiene all'area metropolitana di Bismarck-Mandan.

## Geografia fisica
Secondo i rilevamenti dell'United States Census Bureau, la località di Hebron si estende su una superficie di 3,90 km², tutti occupati da terre.

## Popolazione
Secondo il censimento del 2000, a Hebron vivevano 803 persone, ed erano presenti 228 gruppi familiari. La densità di popolazione era di 208 ab./km². Nel territorio comunale si trovavano 434 unità edificate. Per quanto riguarda la composizione etnica degli abitanti, il 95,77% era bianco, lo 0,87% era nativo e lo 0,75% proveniva dall'Asia. L'1,12% apparteneva ad altre razze, mentre l'1,49% a due o più. La popolazione di ogni razza ispanica corrispondeva all'1,12% degli abitanti.
Per quanto riguarda la suddivisione della popolazione in fasce d'età, il 24,8% era al di sotto dei 18, il 4,0% fra i 18 e i 24, il 21,8% fra i 25 e i 44, il 22,8% fra i 45 e i 64, mentre infine il 26,7% era al di sopra dei 65 anni di età. L'età media della popolazione era di 45 anni. Per ogni 100 donne residenti vivevano 86,7 maschi.